# Ѣ (слово ћирилице)
Ѣ ѣ (Ѣ ѣ, искошено: Ѣ ѣ; јат, стсл. ѣть, рус. и укр. ять, пољ. jać) је име 32. слова старе ћирилице као и гласа који је то слово означавало. Ово слово се на латиницу траснкрибује као ě, што је преузето из чешког језика, у коме се најчешће чита као је.
У прасловенском језику јат је био дугачак самогласник. Претпоставља се да је ово слово изговарано као звук , који је потицао из старијих гласова , или . У руском језику слово се користило до 1917. године, а у бугарском до 1945. године.

## Замена у јужнословенским језицима
У јужнословенским језицима и њиховим дијалектима постоји више варијанти замене овог слова у изговору и писању:
- е — српска екавица, македонски језик, словеначки језик, неки дијалекти хрватског језика, као и западни бугарски говори
- је и ије — српска ијекавица и хрватски језик
- и — српска икавица и неки дијалекти хрватског језика
- (ја) или е (на пример: бял (бјал) – бели) — бугарски језик[1]